# Bradford (Rhode Island)
Bradford ist ein Census-designated place (CDP) und historischer Bezirk in der Stadt Westerly im Washington County, Rhode Island, Vereinigte Staaten. Das U.S. Census Bureau hat bei der Volkszählung 2020 eine Einwohnerzahl von 1.457 ermittelt. Bradford liegt im Südwesten von Rhode Island etwa zehn Kilometer nördlich der Atlantikküste, etwa auf halbem Weg zwischen New Haven und Providence. Bradford wurde nach Bradford in West Riding of Yorkshire, England benannt. 

## Geographie
Bradford besteht aus einer Siedlung um die Kreuzung der State Routes 91 und 216, direkt südlich des Pawcatuck River, der etwa zehn Kilometer südöstlich in den Atlantik mündet. Das Siedlungsgebiet ist von Wald umgeben und liegt auf einer mittleren Höhe von 12 m über dem Meeresspiegel. Die Fläche des CDP ist 4,9 km² groß.
Bradford ist über die State Route 216 mit der Interstate 95 verbunden, die etwa zehn Kilometer nördlich verläuft und New Haven im Südwesten mit Providence im Nordosten verbindet. Durch den Ort verläuft eine Strecke der New York, New Haven and Hartford Railroad, eine Haltestelle vor Ort existiert jedoch nicht.
Der Bradford Village Historic District mit Bauten von 1732 ist unter der Nummer 96000573 im National Register of Historic Places enthalten.

## Bevölkerung und Wirtschaft
Die Bevölkerung betrug 1.497 bei der Volkszählung 2000. 96 % davon waren Weiße, der verbleibende Anteil verteilte sich auf mehrere Rassen. Das Pro-Kopf-Einkommen lag bei 14.004 Dollar, etwas mehr als 13 % der Bevölkerung lebte unter der Armutsgrenze.
Der größte Arbeitgeber vor Ort ist die Bradford Dyeing Association (BDA), die dort schon fast hundert Jahre ansässig ist und Armeeuniformen herstellt. Aufgrund der von dem Werk verursachten Umweltverschmutzung bildete sich eine Bürgerinitiative, die zusammen mit verschiedenen Umweltorganisationen Klage einreichte. Der Betrieb verpflichtete sich, bessere Reinigungsvorrichtungen zu installieren, höhere Kamine zu bauen und eine bessere Kontrolle ihrer Absetzbecken zu gewährleisten.